# ورونیکا لنگر
ورونیکا لنگر (انگلیسی: Verónica Langer؛ زادهٔ ۱۱ ژوئن ۱۹۵۳) بازیگر اهل مکزیک است. وی از سال ۱۹۸۱ میلادی تاکنون مشغول فعالیت بوده است.